# Claudio Torrejón
Claudio Torrejón Tineo (Miami, Florida, Estados Unidos, 14 de mayo de 1993) es un futbolista peruano-estadounidense. Juega como mediocentro y su equipo actual es el Club Cienciano de la Liga 1 del Perú.

## Trayectoria
Hizo todas las divisiones menores en el club Sporting Cristal, donde a inicios de la temporada 2011 fue promovido al plantel profesional. Debutó en Primera División el 13 de febrero del 2011, cuando Cristal estaba perdiendo por 1-2 contra FBC Melgar, ingresando por Minzum Quina en el segundo tiempo.
En el siguiente año obtendría el Descentralizado del 2012 jugando con Sporting Cristal.
Luego de salir campeón por primera vez es fichado por la San Martín, a inicios del 2013 sus buenas actuaciones con el club de los santos hacen que a mitad del 2015 hagan que el Ulisses FC de la Premier League de Armenia, lo contrate hasta el 2017.

## Selección nacional
Ha sido internacional con la Selección de fútbol del Perú en la categoría Sub-20, con solo 17 años que participó en el Campeonato Sudamericano realizado en Perú en el 2011.

## Clubes
| Club                      | País           | Año         |
| ------------------------- | -------------- | ----------- |
| Sporting Cristal          | Perú           | 2011 - 2012 |
| Universidad de San Martín | Perú           | 2013 - 2015 |
| JAP Premier USA           | Estados Unidos | 2015        |
| Ulisses Ereván            | Armenia        | 2015        |
| FC Banants Ereván         | Armenia        | 2016        |
| Fénix                     | Uruguay        | 2017        |
| CCD Cerceda               | España         | 2017 - 2018 |
| Sport Huancayo            | Perú           | 2019        |
| Sport Boys                | Perú           | 2019 - 2022 |
| Cienciano                 | Perú           | 2023 -      |

## Palmarés

### Campeonatos nacionales
| Título                    | Club             | País | Año  |
| ------------------------- | ---------------- | ---- | ---- |
| Primera División del Perú | Sporting Cristal | Perú | 2012 |